# Time of Eve
Time of Eve (イヴの時間?, Ivu no jikan) è un original net anime prodotto da Studio Rikka e DIRECTIONS. Gli episodi sono stati poi riuniti in un film cinematografico.
Il primo episodio è stato messo in streaming il 1º agosto 2008 su Yahoo! Japan, il secondo episodio il 1º ottobre 2008 e il terzo episodio il 1º dicembre 2008, il quarto episodio il 1º maggio 2009, il quinto episodio il 1º luglio 2009 e l'ultimo episodio, il sesto, il 18 settembre 2009. Una versione sottotitolata in inglese è andata in streaming su Crunchyroll dal 2 ottobre 2008, mentre dal 16 dicembre 2008 le prime tre puntate sono in streaming sottotitolate in italiano sul sito di MTV Italia, che dal 13 maggio 2009 consente la visione anche della quarta. Dal 23 dicembre 2009 sono disponibili infine anche gli ultimi due episodi. Gli episodi con i sottotitoli in italiano sono visibili anche su Crunchyroll.
Dalla serie sono stati tratti anche un manga e una light novel.
1. Un robot non può recar danno a un essere umano né può permettere che, a causa del proprio mancato intervento, un essere umano riceva danno.
2. Un robot deve obbedire agli ordini impartiti dagli esseri umani, purché tali ordini non contravvengano alla Prima Legge.
3. Un robot deve proteggere la propria esistenza, purché questa autodifesa non contrasti con la Prima o con la Seconda Legge.

(Manuale di Robotica, 56ª Edizione - 2058 d.C.)

## Trama
In un futuro non troppo lontano gli androidi sono entrati nell'uso comune di tutti i giorni. Gli esseri umani li trattano come se fossero dei normali esseri viventi, ma alcune persone sono attratte dagli androidi a causa della loro aspetto umano (salvo per un anello digitale galleggiante sopra le loro teste). Questo è diventato un problema sociale e infatti una campagna pubblicitaria è stata indetta per promuovere stili di vita naturali e non dipendenti dagli androidi. La campagna sta guadagnando terreno, nonostante il pubblico beneficio della robotica.
Rikuo, a cui è stato insegnato di diffidare dei robot già dalla scuola dell'infanzia, un giorno scopre che Sammy, il suo androide casalingo, agisce in modo indipendente e non seguendo gli ordini che le dà. Egli trova una strana frase registrata nella sua attività di log, "Are you enjoying the Time of Eve?" (Trad: "Ti stai divertendo al Tempo di Eva?"). Insieme con il suo amico Masaki, segue i movimenti di Sammy e trova un insolito cafè, "Il Tempo di Eva". Nagi, la cameriera, li informa che nel caffè la regola principale è quella di non fare discriminazioni tra gli esseri umani e gli androidi. All'interno del bar gli androidi non visualizzano il loro anello sopra la testa, sono quindi indistinguibili dagli esseri umani e quando escono dal locale la porta viene automaticamente bloccata per due minuti per evitare che qualcuno in seguito possa scoprire la loro vera natura e provenienza.
I primi episodi implicano conversazioni tra Rikuo (di solito accompagnato da Masaki) e gli abituali clienti del caffè: la frizzante Akiko, la bambina Chie e il suo anziano tutore Shimei, gli amanti Koji e Rina, e altre persone. In queste conversazioni è uso comune fare allusioni a Isaac Asimov e alle tre leggi della robotica, evidenziando spesso sorprendenti interpretazioni delle leggi, alcune delle quali apparentemente labirintiche. La trama generale parla del desiderio di provare sentimenti mostrato dagli androidi pur restando il più possibile entro i limiti delle tre leggi, e ciò che li motiva. Le trame secondarie coinvolgono le singole storie di ogni cliente (forse androide, forse umano) che i protagonisti incontrano nel caffè, permettendo alla fine di intuire la loro vera natura.

## Personaggi
Rikuo (リクオ?, Rikuo)
Doppiato da: Jun Fukuyama
Masaki (マサキ?, Masaki)
Doppiato da: Kenji Nojima
Sammy (サミィ?, Samii)
Doppiata da: Rie Tanaka
Nagi (ナギ?, Nagi)
Doppiata da: Rina Satō
Akiko (アキコ?, Akiko)
Doppiata da: Yukana
Koji (コージ?, Koji)
Doppiato da: Michio Nakao
Rina (リナ?, Rina)
Doppiata da: Miki Itō
Shimei (シメイ?, Shimei)
Doppiato da: Motomu Kiyokawa
Chie (チエ?, Chie)
Doppiata da: Miyuki Sawashiro
Setoro (セトロ?, Setoro)
Doppiato da: Tomokazu Sugita
Naoko (ナオコ?, Naoko)
Doppiata da: Yūko Mizutani
Dr. Ashimori (芦森博士?, Ashimori hakase)
Doppiato da: Yuriko Yamaguchi

## Media

### Anime
L'anime, prodotto da Directions, Inc. e animato da Studio Rikka, è diretto e sceneggiato da Yasuhiro Yoshiura, prodotto da Tom Nagae, presenta la colonna sonora di Tōru Okada e i personaggi di Ryusuke Chayama. La serie è stata trasmessa in streaming su Yahoo! Japan dal 1º agosto 2008 al 18 settembre 2009 per un totale di 6 episodi. Crunchyroll ha trasmesso la serie in simulcast poco dopo l'uscita giapponese, sia con sottotitoli in inglese che in francese. Gli episodi sono stati in seguito raccolti in DVD tra il 1º gennaio e il 28 ottobre 2009 e successivamente anche in Blu-ray il 20 dicembre 2010. La sigla di chiusura dell'episodio 6 è Yasashii jikan no naka de (やさしい時間の中で?) cantata da Rie Tanaka, la doppiatrice di Sammy.
In Italia la serie è stata pubblicata in streaming sottotitolato in italiano sul sito di MTV Italia rispettivamente il 16 dicembre 2008 per i primi 3 episodi, il 13 maggio 2009 per il quarto mentre il 23 dicembre 2009 per gli ultimi due. Gli episodi sottotitolati in italiano sono stati anche resi disponibili su Crunchyroll.

#### Episodi
| Nº | Titolo italiano Giapponese 「Kanji」 - Rōmaji                                          | In onda          | In onda |
| Nº | Titolo italiano Giapponese 「Kanji」 - Rōmaji                                          | Giapponese       |         |
| 1  | AKIKO Il tempo di Eve 「AKIKO イヴの時間」 - AKIKO ivu no jikan                        | 1º agosto 2008   |         |
| 2  | SAMMY Gli amici di Eve 「SAMMY イヴの仲間」 - SAMMY ivu no nakama                      | 7 settembre 2008 |         |
| 3  | KOJI&RINA I fidanzati di Eve 「KOJI&RINA イヴの恋人」 - KOJI&RINA ivu no koibito       | 1º ottobre 2008  |         |
| 4  | NAMELESS Le bambole di Eve 「NAMELESS イヴの人形」 - NAMELESS ivu no ningyō            | 1º dicembre 2008 |         |
| 5  | CHIE&SHIMEI La melodia di Eve 「CHIE&SHIMEI イヴの旋律」 - CHIE&SHIMEI ivu no senritsu | 1º maggio 2009   |         |
| 6  | MASAKI I legami di Eve 「MASAKI イヴの絆」 - MASAKI ivu no kizuna                      | 1º luglio 2009   |         |

### Film
Gli episodi sono stati riuniti in una versione cinematografica, intitolata Eve no jikan gekijōban (イヴの時間 劇場版?, Ivu no jikan gekijōban, lett. "Time of Eve versione cinematografica"), che ha debuttato in Giappone il 6 marzo 2010. Il film presenta anche parti inedite. La versione cinematografica contiene una nuova canzone intitolata I Have a Dream, composta da Yuki Kajiura ed eseguita dal gruppo pop Kalafina.
Nel 2013 lo Studio Rikka ha indetto una raccolta di fondi tramite il sito web di crowdfunding Kickstarter per distribuire a livello internazionale il film in Blu-ray Disc: chi forniva il proprio contributo in denaro avrebbe ottenuto una ricompensa nel caso il progetto fosse andato a buon fine. La raccolta ha raggiunto in meno di 24 ore l'obiettivo di 18 000 dollari americani ed è arrivata poi a 60 000, permettendo così di pubblicare il Blu-ray con sottotitoli in italiano, inglese, francese, tedesco e spagnolo e di produrre anche un doppiaggio in inglese.

### Manga
Il manga tratto dalla serie, disegnato da Yūki Ōta, è stato pubblicato sulla rivista seinen mensile Young Gangan edita da Square Enix dal 19 febbraio 2010 fino all'inizio del 2012. Il manga è stato raccolto il 3 tankōbon pubblicati rispettivamente il 25 settembre 2010, il 25 luglio 2011 ed il 25 aprile 2012. In Italia la serie è stata annunciata da RW Edizioni e verrà pubblicata sotto l'etichetta Goen nel corso del 2023 in un volume unico.
| Nº Ja | Nº It | Data di prima pubblicazione | Data di prima pubblicazione | Data di prima pubblicazione | Data di prima pubblicazione |
| Nº Ja | Nº It | Giapponese                  | Giapponese                  | Italiano                    | Italiano                    |
| ----- | ----- | --------------------------- | --------------------------- | --------------------------- | --------------------------- |
| 1     | 1     | 25 settembre 2010           | ISBN 978-4-7575-3011-9      | 2023                        | ISBN 978-88-9284-893-1      |
| 2     | 1     | 25 luglio 2011              | ISBN 978-4-7575-3303-5      | 2023                        | ISBN 978-88-9284-893-1      |
| 3     | 1     | 25 aprile 2012              | ISBN 978-4-7575-3574-9      | 2023                        | ISBN 978-88-9284-893-1      |

### Light novel
Una light novel intitolata Eve no jikan - Another Act (イヴの時間 another act?, Ivu no jikan another act) è stata pubblicata da Shōgakukan per l'etichetta Gagaga Bunko il 18 marzo 2010 (ISBN 978-4-09-451193-2). È scritta da Kei Mizuichi ed illustrata da Ryūsuke Chayama, animatore e character designer dell'anime.